# Śpiew antyfonalny
Śpiew antyfonalny – w muzyce liturgicznej jest to sposób wykonywania niektórych śpiewów przez dwa zespoły chóralne, które dialogują ze sobą, śpiewając naprzemiennie. Wywodzi się z obrządku syryjskiego. Przez Kościół łaciński przejęty w IV w.
Podobny sposób śpiewu występuje też w muzyce ludów Afryki i Azji.

## Śpiew antyfonalny jako metoda wykonawcza
Śpiew antyfonalny jest jednym z trzech sposobów wykonywania psalmodii i innych śpiewów chorałowych – obok śpiewu solowego kantora w tzw. sposób ciągły (in directum), którego pozostali uczestnicy liturgii słuchają w skupieniu i modlą się w milczeniu, oraz śpiewu responsorialnego, w którym solista prowadzi dialog z zespołem czy zgromadzeniem, wykonując solo wersety, na które chór (zgromadzenie) odpowiada, wykonując tzw. respons (refren).
Nazwa „śpiew antyfonalny” oznacza sposób wykonywania śpiewu, niekoniecznie zaś łączenia go z antyfoną. Ta metoda wykonawcza ma mniejsze zastosowanie w medytacji, dla której lepiej dostosowany jest śpiew responsorialny. Śpiew antyfonalny jest natomiast bardziej odpowiedni dla podkreślenia zewnętrznej świetności uroczystej liturgii i stworzenia podniosłego nastroju.

## Historia śpiewu antyfonalnego
Początki śpiewu antyfonalnego sięgają czasów starotestamentalnych. Wzmiankę o takim sposobie śpiewu znajdujemy w księdze proroka Nehemiasza (ok. 450 p.n.e.):
„I wprowadziłem zwierzchników Judy przed mur i ustawiłem dwa wielkie chóry dziękczynne. Jeden szedł wzdłuż muru w prawo [...]. Drugi chór dziękczynny [...] szedł wzdłuż muru w lewo [...]. Oba chóry dziękczynne stanęły przy domu Bożym”.
Filon z Aleksandrii (ur. przed 10 p.n.e., zm. po 40 n.e.) w swym dziele apologetycznym De vita contemplativa opisał wspólnotę tzw. „terapeutów”, żyjącą w pobliżu Aleksandrii. Według jego opisu po posiłku ustawiali się oni w dwóch chórach – męskim i żeńskim, po czym śpiewali hymny „częściowo razem, częściowo naprzemiennie” (antiphonois).
Euzebiusz z Cezarei (ok. 264–339) w nawiązaniu do informacji Filona stwierdził, że taki sam sposób śpiewu był w owym czasie praktykowany przez chrześcijan.
Według Sokratesa Scholastyka (ok. 380 – ok. 450), historyka Kościoła starożytnego, śpiew antyfonalny został wprowadzony do kultu chrześcijańskiego przez św. Ignacego z Antiochii (zm. 107), który miał wizję dwóch chórów anielskich, śpiewających na przemian.
Na początku IV w. śpiew antyfonalny rozwinął się na wschodzie Syrii w niektórych wspólnotach chrześcijańskich, z których wywodzi się późniejszy sposób życia monastycznego. Dwaj mnisi z tych wspólnot przenieśli śpiew antyfonalny do Antiochii. Wkrótce rozpowszechnił się on także w innych miastach Wschodu. W końcu dotarł do Mediolanu, gdzie w IV w. wprowadził go św. Ambroży (zob. śpiew ambrozjański), oraz do innych ośrodków Kościoła zachodniego.

## Polifoniczny śpiew antyfonalny
Śpiew antyfonalny był też stosowany jako technika kompozytorska w polifonicznej muzyce polichóralnej, w której dwa lub więcej zespołów chóralnych śpiewają na przemian. Termin ten jest stosowany zwłaszcza w odniesieniu do muzyki późnego renesansu i wczesnego baroku (przełom XVI i XVII w.). Technika polichóralna jest szczególną cechą muzyki szkoły weneckiej (np. twórczości Giovanniego Gabrielego).
Muzyka polichóralna nie ograniczała się w tym czasie tylko do Włoch. Była popularna także w Hiszpanii i w Niemczech.
Istnieją też jej późniejsze przykłady w twórczości tak różnych kompozytorów z XVIII, XIX i XX wieku, jak np.: Johann Sebastian Bach, Hector Berlioz, Igor Strawinski i Karlheinz Stockhausen.